# Anania lippensi
Anania lippensi là một loài bướm đêm trong họ Crambidae.